# Тюленин, Герман Александрович
Герман Александрович Тюленин (1934—2022) — советский и российский архитектор и историк архитектуры, профессор,  Член-корреспондент РААСН и МАА. Заслуженный архитектор РСФСР (1992), лауреат Государственной премии СССР в области литературы, искусства и архитектуры (1985).

## Биография
Родился 15 апреля 1934 года в Барнауле.
В 1952 году благодаря своему знакомству с С. Н. Баландиным повлиявшим на его решение стать архитектором, Тюленин поступил в Новосибирский инженерно-строительный институт имени В. В. Куйбышева, по окончании которого в 1958 году получил специальность архитектора. 
В 1958 году начал работать в Новосибирском отделении Государственного проектного института «Промстройпроект» в системе Госстроя СССР. В 1960 году принят на работу в Проектный институт «Сибакадемпроект», где работал более двадцати семи лет, до 1987 года. В институте занимал должности архитектора, руководителя архитектурной группы, начальника сектора, начальника отдела и главного архитектора проектов этого института.
С 1987 по 1998 год Тюленин являлся руководителем Главного архитектурно-планировочного управления Новосибирского городского исполнительного комитета, главным архитектором Новосибирска и одновременно председателем комитета архитектуры и градостроительства администрации Новосибирска. В 1999 году Тюленин был избран председателем Сибирского отделения РААСН, входил в состав Новосибирского городского и Новосибирского областного архитектурно-градостроительных советов; являлся членом научно-технического совета при Новосибирском театре опере и балета, членом попечительского совета и профессором Новосибирского государственного архитектурно-строительного университета. Тюленин являлся член-корреспондентом РААСН и болгарской МАА
Умер 29 января 2022 года в Новосибирске. Похоронен на Заельцовском кладбище Новосибирска (квартал 73н).

### Реализованные проекты
- Проектирование Новосибирского научного центра СО АН СССР (в составе авторского коллектива);
- Проектирование Восточно-Сибирского филиала СО АН СССР (в составе авторского коллектива);
- Планировка генерального плана научного центра и застройки жилого района Сибирского отделения ВАСХНИЛ под Новосибирском, за которую в 1985 году был удостоен Государственной премии СССР в области литературы, искусства и архитектуры.
- Планировка жилых комплексов «Родники», «Красная горка» и «Снегири» в Калининском районе Новосибирска.
- Планировка архитектурных проектов бассейна «Нептун» в Новосибирске
- Планировка санатория «Алтай» курорта Белокуриха в Алтайском крае[2][3][4].

## Награды
- Медаль «За трудовую доблесть» (1971)[3]
- Заслуженный архитектор РСФСР (1992 — За заслуги в области архитектуры  и  многолетнюю  плодотворную работу)[7]
- Государственная премия СССР в области литературы, искусства и архитектуры (1985 — за архитектуру научного центра и жилого района Сибирского отделения ВАСХНИЛ (под Новосибирском)[8][3]